# 赖兴施万德
赖兴施万德是德国巴伐利亚州的一个市镇。总面积6.84平方公里，总人口2288人，其中男性1105人，女性1183人（2011年12月31日），人口密度335人/平方公里。